# Strnišče
Strnišče (in tedesco Sternthal) è un paese della Slovenia, frazione del comune di Kidričevo.
Durante il dominio asburgico fu prima frazione del comune di Saukendorf (Župečja vas); tale comune venne poi assorbito dal comune di Sct. Lorenzen am Draufelde (Sv. Lovrenc na Dravskem Polje).